# La hija de los lobos
La hija de los lobos (en francés, "L'enfant des loups") fue una miniserie franco-española de televisión de tres capítulos de 90 minutos cada uno, coproducida por TVE, France 3 y CINETEVE en 1991.
Fue emitida en el canal español La 2 en 1992.

## Argumento
Vanda es al parecer hija de una familia de hunos que transita por el oeste de la Galia a finales del siglo VI, víctima de una manada de lobos en un lugar del bosque, la niña termina huérfana y sola conviviendo con los animales. Ahí es recogida por dos hermanos galos, uno más mayor y valiente, y otro que es un gran cobarde. Es llevada al un monasterio donde es cristianizada, siendo apadrinada por su rescatador valiente y la reina germana Radegunda, fundadora de la abadía, que vienen a pasar a ser su "padre" y su "madre". Dicha reina había sido esclava y esposa de un rey franco que tiene cuatro hijos. Tras morir el rey Clotario I, los hijos entran en guerras fratricidas, sufriendo aquella comunidad las consecuencias. 
Paralelamente, una peste asuela aquel territorio y de alguna manera cuando es superada esta, la reina afirma su fama de santa. Posteriormente también los lobos asuelan la ciudad vecina y con la intervención de Vanda, dichos lobos dejan de ser la amenaza y "desaparecen" de la historia. Una nieta del primer rey es enclaustrada en el cenobio contra su voluntad y además de originar muchas alteraciones, entra en confrontación directa con Vanda. La concurrencia de mercenarios al servicio de la soberbia princesa es rematada con una lucha final, donde casi podría decirse todos están luchando con todos.
A lo largo de la serie van muriendo la "madre" de Vanda y finalizándose esta, el "padre" que realiza la defensa del monasterio. Anecdóticamente una tribu de judíos es masacrada en su camino hacia España; judíos que habían convencido al cobarde hermano del "padre" a dedicarse a la medicina. Terminan marchando Vanda con el cobarde, como pareja feliz, hacia España; dejando una comunidad cenobial de monjas y novicias, muy mermada y bajo unas reglas monacales muy diferentes a las de aquel primer cenobio.
- Datos: Q3203013